# にょりこ
にょりこは、日本の漫画家。個人サークル「相原乙女」の作家として同人誌を発行し、商業誌については、雑誌への読み切り作品掲載を経て『先生だって嘘をつく。』にて初連載。かつては、個人サークルのサイトにWeb漫画を掲載していた。

## 作品リスト

### 連載を終了した作品
- 『先生だって嘘をつく。』（まんがタイムジャンボ（芳文社）2011年5月号 -2013年8月号。2013年9月号には後日譚となる特別編を掲載）
  1. ISBN 978-4-8322-5094-9
  2. ISBN 978-4-8322-5222-6
- 『姉妹ってこ！』（コミックハイ!（双葉社）2012年4月号 -2014年3月号）
  1. ISBN 978-4-575-84227-2
  2. ISBN 978-4-575-84370-5